# جايسون فيليبس (لاعب كرة قاعدة)
جايسون فيليبس (بالإنجليزية: Jason Phillips)‏ هو لاعب كرة قاعدة أمريكي، ولد في 22 مارس 1974 في ويليامسبورت في الولايات المتحدة.

## وصلات خارجية
- جايسون فيليبس (لاعب كرة قاعدة) على موقع الدوري الياباني لكرة القاعدة (الإنجليزية)
- جايسون فيليبس (لاعب كرة قاعدة) على موقعبيزبول رفرنس.كوم (الدوري الرئيسي) (الإنجليزية)
- جايسون فيليبس (لاعب كرة قاعدة) على موقعبيزبول رفرنس.كوم (الدوري الثانوي) (الإنجليزية)
- جايسون فيليبس (لاعب كرة قاعدة) على موقع مشجعي الرسوم البيانية (الإنجليزية)